# سقنقور متخفي
سقنقور متخفي (الاسم العلمي: Celatiscincus)، جنس من السقنقور يضم نوعين. كلا النوعين مستوطنان في كاليدونيا الجديدة.

## الأنواع
النوعان التاليان، المُدرجان أبجديًا حسب التسمية الثنائية، مُعترف بهما على أنهما صحيحان:
- Celatiscincus euryotis (Werner, 1909) – سقنقور جنوبي شاحب الورك
- Celatiscincus similis Sadlier, Smith, & Bauer, 2006 – سقنقور شمالي شاحب الورك

تنبيه: تشير التسمية الثنائية التي بين قوسين إلى أن هذا النوع وصف في الأصل في جنس آخر غير السقنقور المتخفي.